# Gyula Horn
Gyula Horn, född 5 juli 1932 i Budapest, död 19 juni 2013 i Budapest, var en ungersk socialistisk politiker som var landets premiärminister från 1994 till 1998.
I början av 1950-talet studerade han ekonomi i Rostov i Sovjetunionen. Han gick med i Ungerska kommunistpartiet 1954 och började samma år att tjänstgöra vid finansministeriet. Från 1959 började han tjänstgöra vid utrikesministeriet. Under Ungernrevolten 1956 var han enligt honom själv aktiv på revoltörernas sida men enligt hans egna äldre CV:n tjänstgjorde han inom kommunistiska säkerhetstjänsten som bekämpade upproret. Under 1960-talet tjänstgjorde han som diplomat vid ambassaderna i Sofia och Belgrad. Han blev från 1968 medarbetare vid det Ungerska kommunistpartiets Centralkommittés utrikesavdelning. Från 1985–1989 var han statssekreterare vid utrikesministeriet och från 1989–1990 var han utrikesminister. Efter murens fall 1989 var han en av grundarna av det nya Ungerns socialistiska parti (MSZP) som han också var partiledare för under tiden 1990–1998 och efterträddes av László Kovács.